# Santiago (Washington)
Pour les articles homonymes, voir Santiago (homonymie).
 (septembre 2022).
Santiago  est une census-designated place américaine de l'État de Washington dans le comté de Grays Harbor. 
La population était de 42 habitants en 2010.